# Cyperus ustulatus
Cyperus ustulatus är en halvgräsart som beskrevs av Achille Richard. Cyperus ustulatus ingår i släktet papyrusar, och familjen halvgräs. Inga underarter finns listade i Catalogue of Life.